# Андрианов, Василий Михайлович
Васи́лий Миха́йлович Андриа́нов (8 [21] марта 1902, с. Песочня, Калужская губерния — 3 октября 1978, Москва) — советский государственный и партийный деятель, первый секретарь Свердловского (1939—1946) и Ленинградского (1949—1953) обкомов ВКП(б), член Президиума ЦК КПСС (1952—1953).

## Образование
В 1930 году окончил рабфак при Институте им. К. Либкнехта (г. Москва). В 1934—1937 гг. учился на механико-математическом факультете МГУ. В 1958 году окончил Высшую партийную школу при ЦК КПСС.

## Биография
С 13 лет работал учеником портного, батраком, железнодорожным рабочим. В 1924—1925 гг. служил в РККА: переплётчик на бронепоезде № 16 и красноармеец на Карачаевском огнескладе. В 1925—1928 гг. — председатель правления кредитного товарищества Бежицкого уезда Брянской губернии, одновременно — член ревизионной комиссии Брянского губсельпромсоюза. В 1926 году вступил в ВКП(б).
В 1928 году поступил на рабфак при Институте им. К. Либкнехта в Москве, в 1930 году стал студентом и одновременно — секретарём парткома этого института. В 1931 году вынужден был оставить учёбу в связи с переходом на партработу: сначала он был назначен заместителем заведующего орготделом Бауманского райкома ВКП(б) в Москве, затем — заместителем секретаря Вышневолоченского райкома ВКП(б) Московской области, в 1932—1934 гг. — инструктор МГК ВКП(б), курировал железнодорожный, водный и городской транспорт.
В 1934 году поступил на мехмат МГУ, проучился три курса и в ноябре 1937 года был вновь направлен на партийную работу — первым секретарём Ковровского городского комитета ВКП(б) в Ивановской области. В мае-ноябре 1938 г. — второй секретарь Сталинградского областного комитета ВКП(б). В ноябре 1938 вернулся в Москву и в течение двух месяцев был заместителем заведующего отделом руководящих партийных органов ЦК ВКП(б) (заведующий отделом — Г. М. Маленков). 30 декабря 1938 года решением Политбюро ЦК ВКП(б) был назначен на пост первого секретаря Свердловского областного комитета ВКП(б) (официально избран 10 января 1939 г. пленумом обкома). В соответствии с принятой в 1930-х — 1940-х гг. схемой разделения полномочий одновременно был избран первым секретарём Свердловского городского комитета ВКП(б), однако в связи с большой загруженностью в обкоме руководство горкомом было скорее номинальным: фактически городской парторганизацией руководил второй секретарь горкома (при Андрианове эту должность последовательно занимали В. И. Недосекин, В. В. Косов и П. А. Жуков).
Под его руководством велось строительство новых и реконструкция действовавших предприятий чёрной и цветной металлургии, горнорудной промышленности, в том числе введены в эксплуатацию Ново-Тагильский металлургический, Среднеуральский медеплавильный заводы, Полуночное и Марсятское месторождения марганцевых руд. В период Великой Отечественной войны руководил мероприятиями по перестройке отраслей местного хозяйства на военное производство. Выполнял задания Правительства по размещению эвакуированных заводов, обеспечению их рабочей силой. Содействовал досрочному завершению строительства новых производственных площадей оборонных заводов и крупных промышленных предприятий области. Внёс вклад в освоение и увеличение выпуска танков, танковых дизелей, бронекорпусов, самоходных артиллерийских установок, броневой стали.
С 18 марта 1946 года — член Оргбюро ЦК ВКП(б) (по октябрь 1952 года), с августа 1946 года — заместитель начальника управления по проверке партийных органов ЦК ВКП(б) и с октября того же года одновременно — заместитель председателя Совета по делам колхозов при Совете Министров СССР. В феврале 1949 года по протекции Г. М. Маленкова стал первым секретарём Ленинградского областного и городского комитетов ВКП(б). В октябре 1952 года избран членом Президиума ЦК КПСС.
После смерти Сталина был выведен из состава Президиума ЦК, а позже был освобождён от руководства ленинградской парторганизацией. Сам Андрианов связывал это с делом Л. П. Берия. С декабря 1953 года — заместитель министра государственного контроля СССР.
С августа 1956 года находился на пенсии.
Похоронен в Москве на Новодевичьем кладбище.

## Участие в работе центральных органов власти
Член Президиума ЦК КПСС (1952—1953), член Оргбюро ЦК ВКП (б) (1946—1952), член ЦК ВКП (б)-КПСС (1939—1956).
Депутат Верховного Совета СССР I—III созывов (с декабря 1940 г.), член Президиума Верховного Совета СССР (1949—1954), председатель Комиссии по иностранным делам Совета Союза. Депутат Верховного Совета РСФСР I и III созывов.
Делегат XVIII и XIX съездов партии и XVIII всесоюзной партийной конференции.

## Награды
- Орден Ленина за образцовое выполнение заданий Правительства по вводу мощностей, освоению новых видов продукции и обеспечению нужд обороны цветными металлами (1942);
- Орден Ленина за образцовое выполнение задания Правительства по увеличению выпуска танков, танковых дизелей и бронекорпусов (1943);
- Орден Ленина за успешное выполнение задания ГКО по выпуску артиллерийских самоходных установок и бронекорпусов (05.08.1944);
- Орден Ленина за успешное выполнение заданий ГКО по обеспечению военной промышленности металлом, освоению новых марок сталей и наращиванию мощностей (1945);
- Орден Отечественной войны I-й степени за успешное выполнение государственного плана хлебозаготовок в 1944 г. (1945);
- Медаль «За доблестный труд в Великой Отечественной войне 1941−1945 гг.» (1945);
- Медаль «За доблестный труд. В ознаменование 100-летия со дня рождения В. И. Ленина» (1970);
- Медаль «Тридцать лет победы в Великой Отечественной войне 1941−1945 гг.» (1975)

## Семья
Был женат. Сын М. В. Андрианов — заслуженный артист РСФСР, ректор Уральской государственной консерватории им. М. П. Мусоргского в 1988—2003 гг.